# 大瓦古拉
大瓦古拉（德語：Großvargula）是德国图林根州的一个市镇。总面积15.19平方公里，总人口721人，其中男性349人，女性372人（2011年12月31日），人口密度47人/平方公里。